# Hettergouw
Hettergouw (Latijn: Hattuaria) was een bestuurlijk en administratief gebied in het Frankische Rijk.
De naam Hettergouw komt waarschijnlijk van de Chattuarii, een Germaanse stam uit het gebied dat nu Noordrijn-Westfalen heet. Ze werden ook wel Hattuarii genoemd en kwamen onder de Oudengelse naam Hetware voor in het Beowulf-gedicht.
De Hettergouw bevond zich zuidelijk en oostelijk van Nijmegen, met als belangrijkste plaatsen Geldern, Xanten en Gennep. Het Liber historiae Francorum verwijst naar de gouw als pagus Attoarii, in de 9e eeuw werd het gebied pagus Hattuariensis genoemd. Bij de verdeling van het koninkrijk Lotharingen in 870 door middel van het Verdrag van Meerssen wordt de Hettergouw toebedeeld aan Lodewijk de Duitser en gaat dan bij Oost-Francië horen.
Later viel de Hettergouw uiteen in de Duffelgouw, Keldagouw en Mulgouw.